# ТАИ-43
ТАИ-43  — военно-полевой телефонный аппарат системы МБ с индукторным вызовом производства СССР, выпускался с 1943 года. Снят с производства[когда?].

## История
Поступил на вооружение в 1943 году. Конструктор — О. И. Репина. Пришёл на смену семейству УНА. Был создан на основе опыта эксплуатации в боевых условиях трофейных немецких полевых телефонов FF-33. Внешне эти аппараты очень схожи, однако по устройству и компоновке узлов имеют мало общего.
После Второй мировой войны оборудование с немецкого завода по производству FF-33 было перевезено в СССР, в связи с этим в 1947 году деревянный корпус был заменён на карболит (напоминающий корпус FF-33, с аналогичным замком крышки).
Хорошо зарекомендовал себя за всё время применения. На смену ему пришел полевой телефон ТА-57.

## Технические характеристики
Питание осуществлялось от одного элемента типа «3В» или «3С» напряжением 1,5 В. Увеличение напряжения питания до 9 вольт улучшает качество работы микрофонного тракта.
Дальность связи по полевому проводу марки ПТФ-7Х2 до 25 км, а по постоянной 3-мм воздушной линии — до 250 км.
Аппарат может быть включен в линию как по двухпроводной, так и по однопроводной схеме.
Модифицированный телефон ТАИ-43-Р позволяет дистанционно управлять радиостанцией с помощью встроенной тангенты.